# Herakleiovská dynastie
Herakleiovci byli jednou z byzantských panovnických dynastií vládnoucí s přestávkami mezi lety 610 až 711. Jejím zakladatelem byl Herakleios, syn stejnojmenného kartaginského exarchy, který svého potomka vyslal v čele loďstva obsadit hlavní město byzantské říše Konstantinopol a svrhnout dosavadního císaře Foku. Po úspěchu této výpravy se Herakleios stal novým císařem. Přestože se mu podařilo získat zpět východní provincie ztracené při perské invazi, nedokázal již zabránit arabské expanzi, jež se odehrála jen několik let po vítězství nad Persií. Byzanc během následujících let definitivně ztratila Sýrii, Palestinu, Egypt a posléze také severní Afriku. V západní části říše zároveň většinu území balkánského poloostrova obsadili Slované následovaní méně početnými turkickými Bulhary, jejichž stát rozprostírající se v oblasti kolem Dunaje uznal byzantský císař Konstantin IV. na základě smlouvy z roku 681. Posledním členem dynastie se stal Justinián II., jenž byl roku 695 svržen a namísto něj po nějakou dobu vládli vojenští uzurpátoři. Přestože se Justiniánovi podařilo opět získat trůn, proti jeho despotické vládě opět vypuklo povstání a císař byl spolu se svým synem roku 711 popraven, čímž vláda dynastie natrvalo skončila.

## Byzantští císaři z Herakleiova rodu
- Herakleios (610–641)
- Konstantin III. (641)
- Heraklonas (641)
- Konstans II. (641–668)
- Konstantin IV. (668–685)

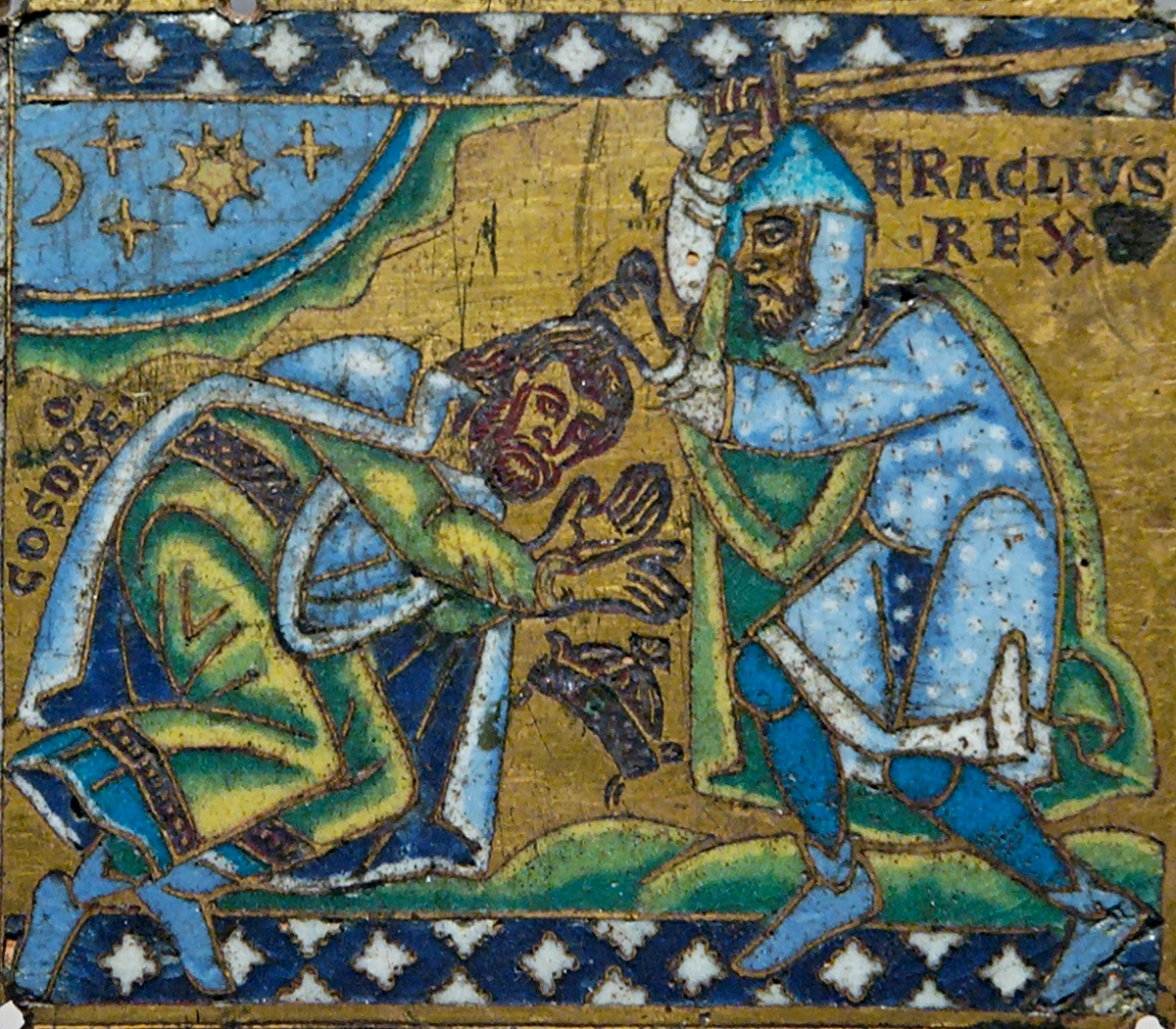
Císař Herakleios pokořuje perského krále Husrava II., obraz z 12. století

- Justinián II. Rhinotmetos (685–695, 705–711)

## Jména a číslování císařů
Císařové konvenčně označováni jako Konstantin III. a Heraklonas zřejmě oba měli dvě jména, Herakleios a Konstantin. Je ale možné, že jejich pořadí bylo odlišné, a Konstantin III. měl v oficiální podobě jména i adjektivum neos („nový“, vztahovalo-li se na jméno Konstantin, nebo snad „mladší“, bylo-li svázáno se jménem Herakleios), takže nemuselo jít o osoby zcela stejnojmenné. Prameny volí na neoficiální rovině pro označení prvního z těchto císařů jméno Konstantin, druhého pak nazývají Herakleios nebo (hovorově) Heraklonas. Akceptujeme-li v případě druhého jako technické označení Herakleios, jde o druhého císaře tohoto jména, a Herakleios (610–641) může být označován jako Herakleios I.
Konstans II. (v řečtině byzantských pramenů Kōnstas) se jmenoval vlastně Konstantin. Moderní autoři proto někdy tohoto panovníka uvádějí jako Konstantin III.; jeho otce je v tom případě nutné označovat jako Konstantin II.
Jako Konstans I. se chápe římský císař Constans (337–350), ačkoli ten má jméno jiného původu (Constans je latinské adjektivum, Konstas řecké deminutivum vlastního jména Konstantin).
V pozdější byzantské historiografii byl císař Konstantin IV. označován přídomkem Pogonatos („vousatý, bradáč“). V moderní době se ovšem ukázalo, že jde o důsledek zájmeny Konstantina IV. s jeho otcem Konstantinem (tj. Konstantem II.), u kterého je toto příjmení podle vyobrazení na mincích namístě. Tradicí kodifikovaný omyl ovšem leckde přetrvává.